# Відносини Німеччини та Гаїті
Німецько-гаїтянські відносини розпочалися до  здобуття останньою незалежності. Дані відносини можна охарактеризувати  розвиненою торгівлею у XIX ст. У XX столітті вони втратили значення через політичні події, що відбувалися у  Німеччині та на Гаїті в даний період. 
Дипломатичні зносини досі підтримуються, обидві країни взаємно призначили своїх послів.

## Історія
Найдавніше  німецьке поселення в тодішній французькій колонії Сен-Домінг знаходилося в селі Бомбардополіс, розташованому на південь від столиці округу Моль-Сен-Ніколя в департаменті Норд-Уест . Близько тисячі німецьких поселенців емігрували и в Бомбардополіс у XVIII столітті на запрошення Франції для обробки земель. Через те,  регіон на північному заході є одними з найменш родючих земель Гаїті, поселенці  невдовзі покинули ці території  і реімігрували  до Гаяни та Луїзіани . 
В лавах  французьких військ генерала Шарля Леклерка чисельністю понад 30 000 чоловік, які мали придушити повстання в колонії в 1802 і 1803 роках,  перебували німці разом з  голландськими і польськими солдатами з країн окупованих Наполеоном Бонапартом. Інтервенція генерала Леклерка провалилося і 1 січня 1804 року Гаїті проголосила незалежність. Друга конституція Гаїті від 20 травня 1805 року гарантувала рівні громадянські  права німцям і полякам, які проживали в країні (стаття 13). 

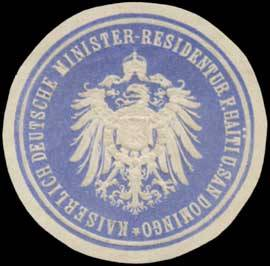
Печатка резиденції імперського міністра Німеччини в Гаїті та Сан-Домінго

У середині 19 століття купці з ганзейських міст Гамбурга, Бремена та Любека почали відкривати власні офіси на території  Гаїті та встановлювати торгові контакти. Німеччина не мала власних колоній на Карибах . Торгові будинки використовували Гаїті як базу, тому що країна була відкрита для зовнішньої торгівлі і тут була незначна конкуренція з боку інших європейських країн. Німці, яких відправили до Гаїті, були готові стати частиною суспільства Гаїті. Деякі німці одружувалися з представниками найбільш відомих  сімей Гаїті. Це дозволяло  їм обходити конституційну заборону на володіння землею.  
До заснування Німецької імперії в 1871 році, незалежні ганзейські міста та Пруссія були представлені у Гаїті так званими міністерськими резидентами. Німецька імперія була представлена консулами та посланцями з кінця XIX століття. У 1891 році Генріх Ернст Герінг обійняв  посаду посланника. 
У 1872 році Німецька імперія вперше відправила бойові катери  для захисту інтересів німецьких купців. Щоб змусити виплатити непогашені борги, корвет SMS Vineta увійшов у гавань Порт-о-Пренса . SMS Vineta за підтримки SMS Gazelle підбили два гаїтянські бойові катери, щоб гаїтянське суспільство відчуло німецьку присутність. Так звана «справа Вінети» призвела до загальнонаціональних протестів у Гаїті.

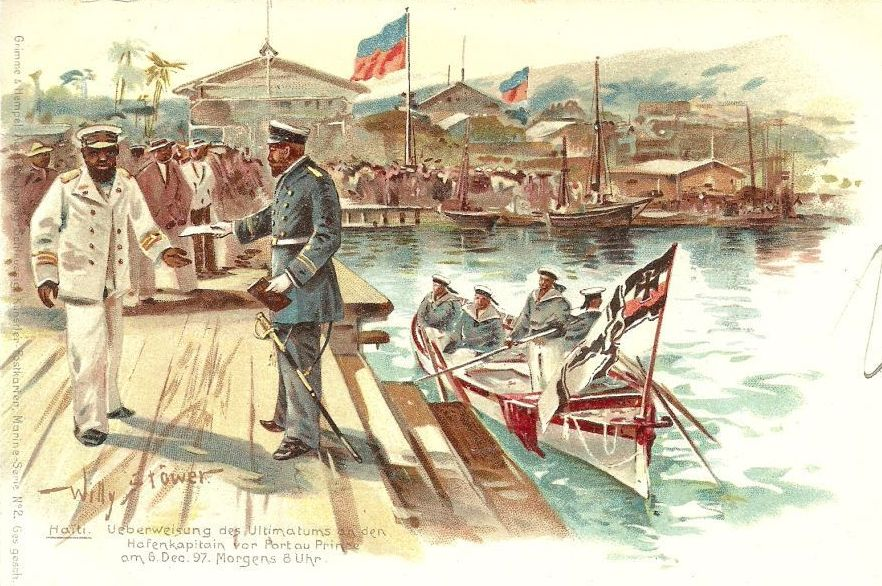
Німецький капітан Тіле з «Шарлотти» передає німецький ультиматум 6 грудня 1897 року під час справи Людерса.

У вересні 1897 року відбулася події у зв'язку зі  справою Людерса, наслідки якої залишалися відчутними тривалий час. Німецький купець Еміль Людерс був причетний  до бійки з поліцією в Порт-о-Пренсі та згодом був засуджений до одного року у в'язниці. Граф Шверін, імператорський посланник того часу, став  на захист Людерса. Він з'явився в офісі президента і офіційно вимагав звільнити Людерса. Президент Саймон-Сем відмовив у даній вимозі. Після посередництва Сполучених Штатів Людерса все ж таки було звільнено і він зміг покинути Гаїті. Незважаючи на такий позитивний для Німеччини результат, крейсерський корвет SMS Charlotte і крейсерський фрегат SMS Stein пришвартувалися в гавані Порт-о-Пренса в грудні 1897 року. Капітан SMS Charlotte  у формі ультиматуму протяггом чотирьох годин задовольнити  такі вимоги :  відшкодувати 20 000 доларів Людерсу та  дозвілити йому повторний в'їзд до Гаїті, принести  вибачення перед імперським урядом через ситуацію, що склалася  і відсалювати з 21 гармати на честь національного прапора Німецької імперії. . Не будучи здатним дати бій німецьких військовим кораблям, президент Симон-Сем був змушений прийняти вимоги Німеччини. Це був сильний удар по національній свідомості Гаїті. 
У вересні 1902 року стався ще один випадок . Гамбурзький пароплав Markomannia HAPAG, який курсував  між Вест-Індією та Гамбургом, був зупинений у гаїтянському порту Кап-Аїтьєн гаїтянським бойовим катером Crête-à-Pierrot, та був перевірений на предмет контрабанди. Командувачем Crête à Pierrot був англійський найманець, ім'я  якому Рід. Він у свою чергу підпорядковувався гаїтянському адміралу шотландського походження Хаммертону Кілліку . Незважаючи на ноти протесту  капітана та німецького консула в Кап-Аїтьєні, зброя та боєприпаси були вилучені та передані на Крет-а-П'єро . Згодом «Маркоманія» змогла продовжити свою подорож. Також брйовому катеру SMS Panther було наказано піднятися до Крета-а-П'єро . Це сталося в Гонаївській гавані . Під час того, як абордажна команда перепливла до Crête à Pierrot, на судні прогриміло кілька вибухів. Корабель був потоплений внаслідок обстрілів. 
У 1910 році німці у  Гаїті контролювали близько 80% зовнішньої торгівлі країни. Навіть попри те, що на території Гаїті проживало лише близько 200 німців, вони контролювали величезну частину ринкових процесів. Так вони володіли та керували комунальними підприємствами в Порт-о-Пренсі та Кап-Аїтьєні, а також контролювали портові операції в Порт-о-Пренсі.
Під час американської окупації Гаїті під час Першої світової війни в 1915 році усіх німців було інтерновано, а їхнє майно конфісковано. У липні 1918 року маріонетковий уряд Гаїті  оголосив війну Німецькій імперії.  Після закінчення Першої світової війни більшість німців покинули Гаїті через тривалу американську окупацію країни та викликану цим ворожу атмосферу. Німці, які залишилися у Гаїті, були серед тих, хто встановив раніше родинні зв’язки на острові.
Під час Другої світової війни, коли Гаїті оголосило війну Німеччині в 1940 році, все німецьке майно було знову конфісковано. Німецькі гаїтяни, які зберегли німецьке громадянство, були ув'язнені. У 1942 році на прохання американської сторони,  усіх інтернованих німців перевезли до Сполучених Штатів.  Лише в 1946 році, коли Дюмарсе Естіме став президентом Гаїті, німці, які залишалися ув’язненими на острові Елліс, Нью-Йорк, змогли повернутися до Гаїті. 
Після відновлення дипломатичних відносин Курт Людде-Нойрат став першим послом Федеративної Республіки Німеччина в місті Порт-о-Пренсі в 1958 році. Того ж року Франк М. Бовуар відкрив посольство Гаїті в місті Бонні. 
Після землетрусу поблизу Порт-о-Пренса 12 січня 2010 року німецькі гуманітарні організації надавали масштабну гуманітарну допомогу.
Міністр економічного співробітництва та розвитку Німеччини Дірк Нібель відвідав Гаїті в 2010 році.  Міністр закордонних справ Німеччини Гідо Вестервелле зустрівся з президентом Мішелем Мартеллі, зокрема, під час короткого візиту в 2011 році.

## Культура
У Порт-о-Пренсі є Німецько-гаїтянське культурне товариство, яке організовує різні заходи та мовні курси за підтримки Goethe-Institut.
Гете-Інститут у Мексиці також відповідальне за поширення німецької культури  в Гаїті. 
У німецьких музеях і мистецьких залах проходять виставки гаїтянського живопису. 
У 1974 році збірна Гаїті з футболу вперше змогла пройти кваліфікацію і взяти участь у чемпіонаті світу 1974 року в Західній Німеччині . З 1976 по 1978 рік Йозеф Піонтек був тренером національної збірної Гаїті. За його наставництвом, національна збірна Гаїті майже потрапила на  відбір до чемпіонату світу 1978 року . 

## Дипломатичні представництва
- Посольство Німеччини знаходиться  в столиці Гаїті Порт-о-Пренсі.
- Посольство Гаїті знаходиться в Берліні.

## Зовнішні посилання
- Інформація МЗС Німеччини про відносини з Гаїті